# Clostridium josui
Clostridium josui è una specie di batterio appartenente alla famiglia delle Clostridiaceae.